# Riccardo Giovanelli
Riccardo Giovanelli (1946) é um astrônomo italiano. É professor de astronomia da Universidade Cornell em Ithaca, Nova Iorque, Estados Unidos.
Recebeu a Medalha Henry Draper de 1989 com Martha Patricia Haynes.